# Telmatobius degener
Telmatobius degener és una espècie de granota que viu al Perú, d'on és endèmica. Es considera en perill d'extinció per quitridiomicosi, com altres espècies del seu gènere, si bé no s'ha pogut provar la presència d'aquesta infecció en les telmatobius degener. Habita als pantans, aiguamolls i zones humides de matolls de gran altitud. Es desconeix el nombre total d'exemplars vius, però en les àrees on s'ha detectat acostuma a aparèixer en grups amplis.